# ヌマジカ属
ヌマジカ属（スマジカぞく、Rucervus）は、哺乳綱鯨偶蹄目シカ科シカ亜科に分類される属。

## 所属種
所属種は以下の通り。
- Rucervus duvaucelii バラシンガジカ
- Rucervus schomburgki ションブルグジカ（1938年絶滅）

他に、いくらかの化石種が記載されている。
ターミンジカ（Panolia eldii）は、長らくRucervusの所属とされてきたが、分子系統によって、バラシンガジカよりもシフゾウに近縁なことが判明し、角の構造もバラシンガジカとは異なることから、独立したPanoliaに移すことが提案されている。